# Selena Gomez
Selena Marie Gomez, ameriška filmska in televizijska igralka, pevka, glasbenica in tekstopiska, *22. julij 1992, Grand Prairie, Teksas, Združene države Amerike.
Njena najbolj slavna vloga je vloga Alex Russo iz z Emmyjem nagrajene Disneyjeve televizijske serije Čarovniki s trga Waverly. Igrala je tudi v Disneyjevih televizijskih filmih, kot sta Princess Protection Program (2009) in Še ena Pepelkina zgodba (2008).
Pred Disney delom je imela vlogo v otroški televizijski seriji Barney & Friends. Leta 2008 je podpisala pogodbo z Hollywood Records in zapela soundtracke za filma Zvončica in Še ena Pepelkina zgodba ter za televizijsko serijo Čarovniki s trga Waverly. S svojim bandom, Selena Gomez & the Scene, je posnela že tretji glasbeni album z naslovom Kiss & Tell, ki je izšel 29. septembra 2009.

## Zgodnje življenje in izobrazba
Selena Marie Gomez se je rodila v Grand Prairieu, Teksas, Združene države Amerike staršema Richardu Gomezu in Mandy Teefy (rojena Cornett), bivši gledališki igralki, ki je imela ob Seleninem rojstvu komaj šestnajst let. Selena Gomez je edinka. Njena biološka starša sta se ločila, ko je imela pet let, leta 1997. Njena mama se je kasneje leta 2006 poročila z Brianom Teefyjem in prevzela tudi njegov priimek; Selena je obdržala priimek svojega biološkega očeta. Njena starša sta jo poimenovala po pevki Seleni Quintanilli-Pérez. Njen oče izhaja iz Mehike, njena mama pa ima italijanske in angleške korenine. Selena Gomez pravi, da je igranje vzljubila še kot otrok, ob gledanju svoje mame, ki je takrat igrala v gledališču. »Moja mama [Mandy] je imela veliko del v teatru, jaz pa sem jo opazovala pri vajah. Ko se je igra zares začela, so jo tudi naličili, jaz pa sem sedela za njo in jo občudovala. Vedno je rekla: 'Moje besedilo si si zapomnila bolje kot jaz!' […] Nekoč pa sem ji rekla: 'Rada bi bila kot ti!'« Maja 2010 si je preko šolanja na domu prislužila diplomo s srednje šole.

## Igranje
Selena Gomez je z igralsko kariero pričela pri sedmih letih, ko je dobila vlogo Gianne v televizijski seriji Barney & Friends. Danes pravi, da se je »vsega o igranju« naučila ob snemanju te serije. Njen lik je prišel do izraza predvsem v sedmi sezoni serije Barney & Friends, vendar epizode, v katerih se je pojavila tudi ona, so izšle šele, ko je bila Selena že v petem razredu. Zaradi tega so se mediji zmedli in večkrat poročali, da je Selena v seriji igrala, ko je bila v petem in ne v prvem razredu. Kasneje je dobila manjšo vlogo v filmu Mali vohuni 3-D: Konec igre in v televizijskem filmu Walker, Texas Ranger: Trial By Fire. Leta 2004 je Seleno Gomez odkril Disney Channel. Pojavila se je v televizijski seriji Paglavca v hotelu in gostovala (kasneje se je njen lik spremenil v stransko vlogo) v televizijski seriji Hannah Montana, v kateri je nastopala med drugo in tretjo sezono. Zgodaj leta 2007 je bila sprejeta v igralsko skupino televizijske serije Čarovniki s trga Waverly kot ena izmed treh glavnih junakov serije, Alex Russo. Vloga je najprej pripadala igralki Alexi Nikolas, najbolje poznani kot Nicole iz televizijske serije Zoey 101, vendar je slednja ni sprejela, zato jo je dobila Gomezova.
Leta 2008 se je pojavila v televizijskem filmu Še ena Pepelkina zgodba, različici filma Pepelkina zgodba s Hilary Duff. V filmu je igral tudi igralec Drew Seeley. Imela je tudi manjšo glasovno vlogo ene izmed majorjevih hčera v filmu Horton, ki je izšel marca tistega leta. V aprilu 2008 jo je Lacey Rose iz revije Forbes postavila na peto mesto njihove lestvice »osmih najboljših otroških zvezd«, zraven pa napisala, da je »Selena neverjetno talentirana najstnica«. Junija 2009 se je skupaj s svojo najboljšo prijateljico Demi Lovato pojavila v televizijskem filmu Princess Protection Program. 28. avgusta tistega leta, en mesec po filmu Princess Protection Program, je izšel film Čarovniki s trga Waverly: Film, ki je temeljil na istoimenski seriji, s katero je Selena Gomez tudi zaslovela.
Leta 2009 se je pojavila v Disneyjevi televizijski seriji Sonny With a Chance, v kateri je igrala glavno vlogo njena prijateljica in sodelavka iz filma Princess Protection Program, Demi Lovato. Epizodi, v kateri je igrala, je bilo naslov »Battle of The Network Stars«. Skupaj z igralci iz televizijskih serij Čarovniki s trga Waverly, Hannah Montana in Paglavca na krovu se je pojavila v televizijski seriji, naslovljeni kot Wizards on Deck with Hannah Montana. Februarja tistega leta je dobila tudi eno izmed dveh glavnih ženskih vlog v filmu Beezus and Ramona, ki je temeljil na istoimenski seriji romanov pisateljice Beverly Cleary. V oktobru 2009 so potrdili, da bo imela Selena Gomez glavno vlogo v filmu What Boys Want. Marca 2010 je revija Variety objavila, da bo imela Selena Gomez eno izmed treh glavnih vlog v filmu Monte Carlo, za katero so prej govorili, da bo pripadala Nicole Kidman. Kasneje je Selena Gomez to še sama potrdila preko svojega računa na Facebooku.

## Glasbena kariera

### Samostojna glasbena kariera
Leta 2008 je Selena Gomez posnela pesem »Cruella de Vil« - za katero je posnela tudi videospot - za glasbeni album DisneyMania 6. Zapela je tudi tri soundtracke za film, v katerem je imela glavno vlogo, Še ena Pepelkina zgodba. Posnela je tudi pesem »Fly to Your Heart« za animirani film Zvončica. V juliju 2008 je še pred svojim šestnajstim rojstnim dnem podpisala pogodbo z Hollywood Records, glasbeno založbo, ki si jo lasti Disney. Istega leta se pojavi v videospotu za pesem »Burnin' Up« skupine Jonas Brothers. Za film Princess Protection Program je skupaj s soigralko iz filma, Demi Lovato, zapela singl »One and the Same«. Gomezova je za televizijsko serijo Čarovniki s trga Waverly, v kateri je imela glavno vlogo ona, zapela štiri pesmi, vendar je samo ena (»Magic«) izšla v istoimenskem albumu. V maju istega leta je skupaj z glasbeno skupino Forever the Sickest Kids v duetu nastopala za glasbeni album »Whoa Oh!«.

### Selena Gomez & the Scene
Selena Gomez & the Scene (pogosto napisano tudi kot Selena Gomez ♥ the Scene) je ameriška pop rock glasbena skupina, ki je nastala v letu 2008. Člani glasbene skupine so Selena Gomez, ki poje, Ethan Robert, ki igra kitaro, Joey Clement, ki igra bas kitaro, Greg Garman, ki igra bobne in Dane Forrest, ki igra klaviature.
Med intervjujem z Jocelyn Vena za MTV je Selena Gomez dejala: »Mislim, da bom v bandu - ki ne bo vključeval stvari iz stila 'Selena Gomez'. Ne bom več samostojen glasbeni ustvarjalec. Mislim, da ne želim, da bi moje ime prevečkrat prihajalo v javnost. V bandu bom pela in upam, da se bom naučila tudi, kako igrati na bobne in električno kitaro.« Skupaj z bandom je Selena Gomez ustvarila svoj prvi glasbeni album Kiss & Tell, ki je izšel 29. septembra 2009. Dosegel je deveto mesto na lestvici Billboard 200, saj je bil že v prvem tednu od izhoda prodan v več kot 66.000 izvodih. Prvi singl iz albuma, »Falling Down«, je izšel 21. avgusta 2009, videospot pesmi pa je bil prvič predvajan na premieri filma Čarovniki s trga Waverly, v katerem je imela glavno vlogo Selena, 28. avgusta tistega leta. Z bandom je nastopala tudi v deveti sezoni televizijskega tekmovanja Dancing with the Stars. Prek svojega Twitter računa je takrat sporočila, da se z bandom pripravljajo na izid njihovega drugega singla, »Naturally«. Videospot za pesem je bil sneman 14. novembra 2009 in prvič predvajan na Disney Channelu 11. decembra tistega leta, singel pa je uradno izšel na isti dan. Band trenutno izvaja svojo prvo turnejo, imenovano House of Blues 2010 Tour. Singl »Naturally« so zapeli tudi v televizijskih oddajah The Ellen DeGeneres Show in Dick Clark's New Year's Rockin' Eve with Ryan Seacrest. 5. marca 2010 je njihov album Kiss & Tell prejel zlato certifikacijo Združenja ameriške glasbene industrije. Izid za njihov naslednji glasbeni album, imenovan A Year Without Rain, je napovedan za 28. september leta 2010.

## Ostali projekti

### Dobrodelna dela
Selena Gomez je bila tudi članica kampanje UR Votes Count, ki je pomagala najstnikom izvedeti več o njihovih predsedniških kandidatih (Barack Obama in John McCain). Oktobra 2008 je Selena Gomez sodelovala tudi pri projektu »Runway For Life« v bolnišnici St. Jude's Children's Hospital. Je ambasadorka spletne strani DoSomething.org, ki pomaga psom v Puerto Ricu. To vlogo je dobila med snemanjem filma Čarovniki s trga Waverly v Puerto Ricu. Je tudi članica društva State Farm Insurance in je sodelovala v njihovi reklami, ki je izšla na Disney Channel in opozarjala na varno vožnjo z avtomobilom. Je tudi članica društva RAISE Hope For Congo, ki se bori proti nasilju nad ženskami v Kongu.
Je tudi članica Disney's Friends for Change, organizacije, ki je preko Disney Channela poskušala zbrati denar za ljudi iz socialno ogroženega okolja. Selena Gomez, Demi Lovato, Miley Cyrus in skupina Jonas Brothers je zapela pesem »Send It On«. Pesem sama je na lestvici Hot 100 zasedla dvajseto mesto. Disney's Friends For Change so ves denar, ki so ga zbrali, darovali organizaciji Disney Worldwide Conservation Fund. 6. oktobra 2009 je kot presenečenje obiskala šolo Los Angeles elementary school kot del projekta »A Day Made Better«, ki ga je sponzoriral OfficeMax. Med obiskom je Selena Gomez šoli kot nagrado darovala 1.000 $ za šolske potrebščine. Na šoli je prebila cel dan in se z učenci pogovarjala o pomembnosti dobrodelnih del.

### UNICEF
Selena Gomez je bila v oktobru 2008 del Unicefove kampanje Trick-or-Treat for UNICEF, ki je spodbujala otroke, da za noč čarovnic pomagajo zbirati denar za pomoč ostalim otrokom na svetu. Dejala je, da je bila »zelo vznemerjena«, ker bo »spodbujala ostale otroke, da spremenijo svet.«
V avgustu 2009 je bila Selena Gomez v starosti sedemnajstih let imenovana za ambasadorko UNICEF-a in tako prevzela naslov najmlajše ambasadorke UNICEF-a do takrat, ki ga je prej nosila pevka Hayley Westenra. V svoji prvi uradni nalogi je Selena Gomez 4. septembra tistega leta potovala v Gano za en teden in bila iz prve roke priča nemogočim razmeram tamkajšnjih ranljivih otrok, ki nimajo zagotovljenih osnovnih življenjskih potreb, kot so čista voda, redno prehranjevanje, izobraževanje in zdravstvena nega. Selena Gomez je v intervjuju z Associated Press dejala, da je želela izkoristiti svoj vpliv, ki ga je dobila z zvezdništvom in v Gano pripeljati ozaveščenost: »Zaradi tega se počutim zelo počaščeno, ker me otroci poslušajo in upoštevajo […] Na moji turneji so bili tudi ljudje, ki so me spraševali, kje Gana LEŽI, kar so kasneje preverili na Googlu […] in zdaj vejo, kje Gana je, samo zato, ker sem šla tja. To je precej neverjetno.« Selena Gomez je o svoji vlogi ambasadorke dejala naslednje: »Vsak dan 25.000 otrok umre zaradi vzrokov, ki se jih da preprečiti. Jaz stojim z UNICEF-om in verjamem, da lahko število 25.000 spremenimo v število nič. Vem, da to lahko dosežemo, saj je vsak trenutek eden izmed UNICEF-a na terenu in otrokom zagotavlja varne življenjske razmere ter se trudi, da ta ničla postane resničnost.«
Selena Gomez je bila imenovana za govornico UNICEF-ove kampanje Trick-or-Treat tudi leta 2009, kar je bilo že drugo leto zapored. Selena Gomez, ki je zbrala več kot 700.000 $ za dobrodelne namene prejšnje leto, je dejala, da upa, da bo v tem letu lahko zbrala 1 milijon ameriških dolarjev. Selena Gomez je sodelovala pri dražbi slavnih ter na Facebooku v živo vodila spletno serijo za podpiranje UNICEF-ove kampanje Trick-or-Treat. Kot UNICEF-ova govornica bo sodelovala tudi pri 60. obletnici UNICEF-ove kampanje Trick-or-Treat leta 2010.

### Podjetništvo
Septembra 2009 je Selena Gomez postala nov obraz Searsa, za modno kampanjo back-to-school. Del pogodbe, ki jo je sklenila s Searsom, je bilo tudi to, da bo nastopila v reklami za »Don't Just Go Back Arrive«. V avgustu 2009 je Gomezova gostila »Sears Arrive Air Band Casting Call«, kjer so izbrali pet ljudi, ki naj bi na podelitvi nagrad MTV Video Music Awards 13. septembra tistega leta nastopali kot prvi »Sears Air Band«.
V oktobru 2008 je Selena Gomez ustanovila lastno produkcijsko podjetje imenovano July Moon Productions in postala partnerka XYZ Films (Xamien Your Zipper), s katerimi je sklenila tudi pogodbo.
Oktobra 2009 je Selena Gomez potrdila tudi, da bo oblikovala lastno linijo oblačil, imenovano »Dream Out Loud by Selena Gomez«, ki bo izšla leta 2010. Linija naj bi vsebovala predvsem obleke češkega sloga, kavbojke, krila, jakne, tope, šale in kape, vse pa bo izdelano iz okolju prijaznega ekološkega materiala. Povedala je tudi, da bo linijo oblikovala po lastnem slogu, obleke pa bodo »lepe in ženske«. Rekla je tudi: »Namen moje linije je, da bi kostumografi dobili priložnost, s katero lahko kombinirajo videze […] Želim lepe obleke iz okolju prijaznega materiala, kajti tudi to se mi zdi pomembno.« Selena Gomez sicer v preteklosti nikoli ni imela izkušenj z modo, sedaj pa sodeluje z modnimi oblikovalci, kot sta Tony Melillo in Sandra Campos. O svojem sodelovanju z njima je rekla: »Ko sem Tonyja in Sandro spoznala, sem ugotovila, da sta oba zelo prijetna in danes sta mi kot družina […] Sta zelo ustvarjalna in zelo mi je všeč, da ju lahko kadarkoli pokličem in se z njima pogovorim o čemerkoli, pa čeprav gre samo za to, da bi rada zamenjala gumb […] Tako super sta glede vsega.« Blagovno znamko bodo proizvedli Melillo in Camposova v sodelovanju s trgovinama Adjmi Apparel in Adjmi CH Brands LLC, ki je tudi holdinška družba zanjo.

## Zasebno življenje
Selena Gomez nosi prstan z napisom »prava ljubezen počaka« (»true love waits«) od svojega dvanajstega leta dalje. Od decembra 2009 je Selena Gomez lastnica petih psov, sebe pa opisuje kot »veliko oboževalko živali«.  Je najboljša prijateljica z Demi Lovato, soigralko iz filma Princess Protection Program in televizijske serije Barney & Friends. Krivec za konec njunega prijateljstva leta 2014 (konec avgusta 2015 sta se pobotali), pa naj bi bil kanadski pevec Justin Bieber, s katerim pa se je okoli novembra 2014 po večletnem 'on-off' razmerju dokončno razšla. Ob začetku tega leta pa so jo začeli videvati z DJ-jem Zedd, s katerim sta kmalu potrdila, da sta par. Razšla sta se po štirih mesecih, aprila 2015. Seleno so veliko videvali tudi s članom skupine One Direction, Niallom Horanom. Selena & Demi sta se spoznali na avdiciji za televizijsko serijo Barney & Friends. Ko sta Demi in Selena objavili video blog na YouTubeu, sta Miley Cyrus in njena prijateljica Mandy Jiroux nanj naložili parodijo tega videa. Mediji so poročali, da sta se Selena Gomez in Miley Cyrus prepirali zaradi pevca Nicka Jonasa, ali o tem, da naj bi Lovatova ali Gomezova nadomestili Cyrusovo.  O tem je Selena Gomez povedala: »Ne želim biti nihče drug, kot jaz in tu nisem zato, da bi koga nadomestila. Mislim, da je čudovita pevka in to je seveda mišljeno kot kompliment. Sama pa bi ubrala nekoliko drugačno pot.« Selena je tudi zelo dobra prijateljica z ameriško pevko in igralko Taylor Swift.Taylor je hodila z igralcem Taylorjem Lautnerjem medtem, ko je ona v Kanadi snemala film Ramona and Beezus, on pa je delal na filmu Mlada luna.
Ko so jo povprašali po njenih latinskih koreninah, saj naj bi bile njihove navade dogmatične za otroke in mladostnike, je dejala: »Moja družina ima Quinceañero in redno hodimo v cerkev. Vse delamo tako, kot Katoliki, samo da nimamo ničesar zares tradicionalnega, razen to, da gremo v park in imamo piknik v nedeljo po cerkvi.«

## Filmografija
| Filmi      | Filmi                               | Filmi                    | Filmi |
| Leto       | Naslov                              | Vloga                    | Opombe |
| ---------- | ----------------------------------- | ------------------------ | --- |
| 2003       | Mali vohuni 3-D: Konec igre         | Dekle iz vodnega parka   | |
| 2005       | Walker, Texas Ranger: Trial by Fire | Julie                    | |
| 2006       | Brain Zapped                        | Emily Grace Garcia       | |
| 2008       | Horton                              | Majorjeva hči            | Glas |
| 2008       | Še ena Pepelkina zgodba             | Mary Santiago            | Televizijski film |
| 2009       | Princess Protection Program         | Carter Mason             | Disney televizijski film                                                                                                 |
| 2009       | Čarovniki s trga Waverly: Film      | Alex Russo               | Disney televizijski film                                                                                                 |
| 2009       | Artur in Maltazarjevo maščevanje    | Princesa Selena          | Glas/nadomeščanje Madonne                                                                                                |
| 2010       | Ramona and Beezus                   | Beatrice »Beezus« Quimby | Glavna vloga |
|            | The Seven Rays                      | Beth Michaels            | Glavna vloga |
| Televizija |                                     |                          | |
| Leto       | Naslov                              | Vloga                    | Opombe |
| 2002–2003  | Barney & Friends                    | Gianna                   | Stranska vloga |
| 2006       | Paglavca v hotelu                   | Gwen                     | »A Midsummer's Nightmare« (sezona 2, epizoda 22)                                                                         |
| 2007–danes | Čarovniki s trga Waverly            | Alex Russo               | |
| 2007       | Hannah Montana                      | Mikayla                  | »I Want You to Want Me... to Go to Florida« (sezona 2, epizoda 13) »That's What Friends Are For?« (sezona 2, epizoda 18) |
| 2008       | Disney Channel Games                | Ona                      | |
| 2009       | Sonny With a Chance                 | Ona                      | »Battle of the Networks' Stars« (sezona 1, epizoda 13)                                                                   |
| 2009       | Paglavca na krovu                   | Alex Russo               | »Double-Crossed« (sezona 1, epizoda 21)                                                                                  |
| 2009       | Popolna preobrazba doma             | Ona                      | Gost |

## Diskografija

### Singli
| Leto              | Pesem                                                                               | Pozicija na lestvicah | Pozicija na lestvicah | Album |                          |
| Leto              | Pesem                                                                               | US                    | CAN                   | Album | NOR                      |
| ----------------- | ----------------------------------------------------------------------------------- | --------------------- | --------------------- | ----- | ------------------------ |
| 2008              | »Tell Me Something I Don't Know«                                                    | 58                    | —                     | —     | Še ena Pepelkina zgodba  |
| 2009              | »Magic«                                                                             | 61                    | 86                    | 5     | Čarovniki s trga Waverly |
| Kot soustvarjalec |                                                                                     |                       |                       |       |                          |
| 2009              | »Whoa Oh!« (skupaj z Forever The Sickest Kids)                                      | —                     | —                     | —     | /                        |
| 2009              | »One and the Same« (skupaj z Demi Lovato)                                           | 82                    | —                     | —     | Disney Channel Playlist  |
| 2009              | »Send It On« (skupaj z Demi Lovato, glasbeno skupino Jonas Brothers in Miley Cyrus) | 20                    | —                     | —     | /                        |

### Soundtracki
| Leto | Pesem/Film                                         | Album                    |
| ---- | -------------------------------------------------- | ------------------------ |
| 2008 | »Cruella de Vil«                                   | DisneyMania 6            |
| 2008 | »Tell Me Something I Don't Know«                   | Še ena Pepelkina zgodba  |
| 2008 | »New Classic« (skupaj z Drewom Seeleyjem)          | Še ena Pepelkina zgodba  |
| 2008 | »Bang a Drum«                                      | Še ena Pepelkina zgodba  |
| 2008 | »New Classic« (v živo) (skupaj z Drewom Seeleyjem) | Še ena Pepelkina zgodba  |
| 2008 | »Fly to Your Heart«                                | Zvončica                 |
| 2009 | »One and the Same« (z Demi Lovato)                 | Disney Channel Playlist  |
| 2009 | »Everything Is Not What It Seems«                  | Čarovniki s trga Waverly |
| 2009 | »Disappear«                                        | Čarovniki s trga Waverly |
| 2009 | »Magical«                                          | Čarovniki s trga Waverly |
| 2009 | »Magic«                                            | Čarovniki s trga Waverly |
| 2010 | »Trust in Me«                                      | DisneyMania 7            |
| 2010 | »Live Like There's No Tomorrow«                    | Ramona and Beezus        |

### Videospoti
| Leto | Naslov                                                             |
| ---- | ------------------------------------------------------------------ |
| 2008 | »Cruella de Vil«                                                   |
| 2008 | »Tell Me Something I Don't Know«                                   |
| 2008 | »Fly To Your Heart«                                                |
| 2009 | »One and the Same« (skupaj z Demi Lovato)                          |
| 2009 | »Magic«                                                            |
| 2009 | »Send It On« (skupaj z Miley Cyrus, Demi Lovato in Jonas Brothers) |
| 2009 | »Falling Down«                                                     |
| 2010 | »Naturally«                                                        |
| 2010 | »Round & Round«                                                    |

## Nagrade in nominacije
| Nagrade in nominacije Selene Gomez | Nagrade in nominacije Selene Gomez         | Nagrade in nominacije Selene Gomez                                             | Nagrade in nominacije Selene Gomez | Nagrade in nominacije Selene Gomez |
| Leto                               | Nagrada                                    | Kategorija                                                                     | Delo                               | Rezultat                           |
| ---------------------------------- | ------------------------------------------ | ------------------------------------------------------------------------------ | ---------------------------------- | ---------------------------------- |
| 2008                               | Alma Award                                 | Izjemen ženski nastop v komični televizijski seriji                            | Čarovniki s trga Waverly           | nominirana                         |
| 2008                               | Imagen Awards                              | Najboljša televizijska igralka                                                 | Čarovniki s trga Waverly           | nominirana                         |
| 2009                               | NAACP Image Awards                         | Izjemen nastop v otroški ali najstniški televizijski seriji                    | Čarovniki s trga Waverly           | nominirana                         |
| 2009                               | Nickelodeon Kids' Choice Awards            | Najljubša televizijska igralka                                                 | Čarovniki s trga Waverly           | dobila                             |
| 2009                               | Young Artist Award                         | Najboljši nastop v televizijskem filmu/miniseriji - glavna vloga mlade igralke | Še ena Pepelkina zgodba            | dobila                             |
| 2009                               | Young Artist Award                         | Najboljši nastop v televizijski seriji - glavna vloga mlade igralke            | Čarovniki s trga Waverly           | nominirana                         |
| 2009                               | Young Artist Award                         | Najboljši glasovni nastop                                                      | Horton                             | nominirana                         |
| 2009                               | Teen Choice Awards                         | »Poletna izbira - slavni plesalec«                                             | Še ena Pepelkina zgodba            | dobila                             |
| 2009                               | Teen Choice Awards                         | »Poletna izbira - najboljša ženska igralka«                                    | Princess Protection Program        | dobila                             |
| 2009                               | Teen Choice Awards                         | »Izbira za ostale stvari - ikona rdečih preprog: ženska«                       | Ona                                | dobila                             |
| 2009                               | Hollywood Style Award                      | Najboljši stil                                                                 | Ona                                | dobila                             |
| 2009                               | Alma Award                                 | Najboljša televizijska - komična igralka                                       | Čarovniki s trga Waverly           | dobila                             |
| 2009                               | Imagen Awards                              | Najboljša televizijska igralka                                                 | Čarovniki s trga Waverly           | nominirana                         |
| 2009                               | Nickelodeon Australian Kids' Choice Awards | Najljubša mednarodna zvezda                                                    | Ona                                | nominirana                         |
| 2010                               | Gracie Award                               | Izstopajoči nastop ženske zvezdnice v mladinski seriji                         | Dobila                             | nominirana                         |
| 2010                               | NAACP Image Awards                         | Izstopajoči nastop v mladinskem/otroškem talentu - Serija                      | Nominirana                         | nominirana                         |
| 2010                               | Nickelodeon Kids' Choice Awards            | Najljubša TV igralka                                                           | Dobila                             | nominirana                         |
| 2010                               | Young Artist Award                         | Najmlajši nastop v televizijskem filmu ali miniseriji - Glavna mlada igralka   | Princess Protection Program        | Nominirana                         |
| 2010                               | BET Awards                                 | Nagrada mladih zvezdnikov                                                      | Čarovniki s trga Waverly           | Nominirana                         |
| 2010                               | American Latino Awards                     | Najljubši ameriški latino zvezdnik                                             | Čarovniki s trga Waverly           | Še neznan rezultat                 |
| 2010                               | Teen Choice Awards                         | Choice TV Actress: Comedy                                                      | Čarovniki s trga Waverly           | Dobila                             |
| 2010                               | Teen Choice Awards                         | Izbira modne ikone rdečih preprog: Ženska                                      | Ona                                | Dobila                             |
| 2010                               | Teen Choice Awards                         | Izbira poletne filmske zvezdnice                                               | Ramona and Beezus                  | Nominirana                         |
| 2010                               | Imagen Awards                              | Najboljša igralka - Televizija                                                 | Čaroviki s trga Waverly: Film      | Nominirana                         |
| 2010                               | Nickelodeon Australian Kids' Choice Awards | Najljubša TV zvezdnica                                                         | Čarovniki s trga Waverly           | Še neznan rezultat                 |